# Bianca Toccafondi
Bianca Toccafondi (Firenze, 27 maggio 1922 – Monterotondo, 23 gennaio 2004) è stata un'attrice italiana.

## Biografia

Bianca Toccafondi con Giorgio Albertazzi nel 1955, ai tempi della loro unione

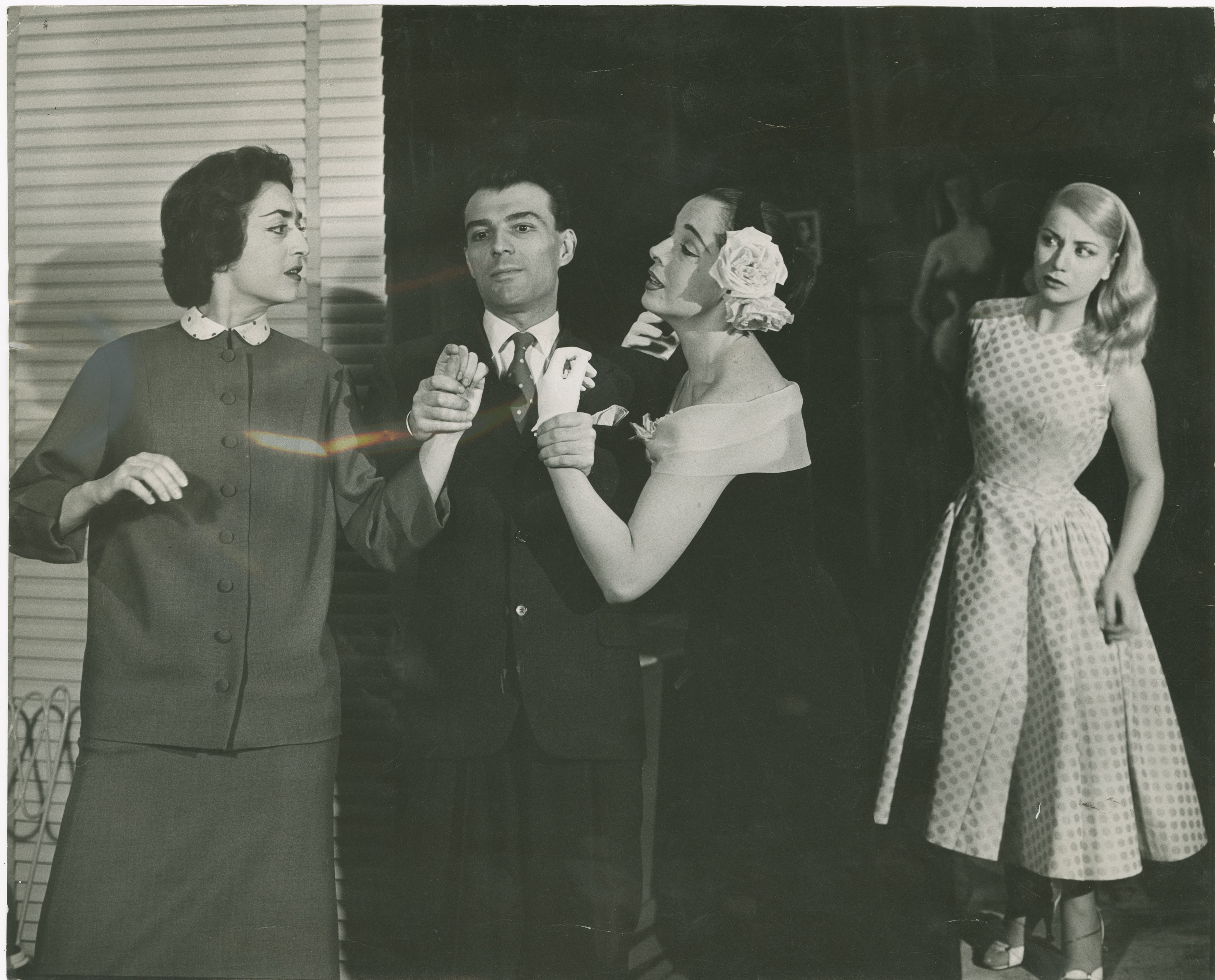
Bianca Toccafondi con Giorgio Albertazzi, Anna Maria Proclemer e Franca Nuti ne Il seduttore

Figlia di uno scenografo attivo presso il Teatro alla Pergola di Firenze, nel teatro di prosa debuttò all'età di soli tre anni con la commedia Sesso debole di Édouard Bourdet messa in scena dalla Compagnia Ricci-Cervi sempre alla Pergola dove lavorava il padre. Nel 1942 studiò recitazione nella Compagnia del Teatro Universitario con Athos Ori, dove incontrò il giovane Giorgio Albertazzi, suo grande compagno artistico e, per un certo periodo, anche sentimentale.
Insieme a lui e con altri prestigiosi compagni di lavoro (Anna Proclemer, Renzo Ricci, Tino Buazzelli, Tino Carraro e Turi Ferro) recitò in ruoli importanti passando con disinvoltura dal repertorio brillante a quello drammatico, con testi moderni quali Il seduttore di Diego Fabbri (dove interpretò il ruolo dell'amante francese che nella versione per il grande schermo andrà a Jacqueline Pierreux), Corruzione al Palazzo di giustizia di Ugo Betti e soprattutto I coccodrilli di Guido Rocca diretto da Franco Rossi. Con quest'ultima interpretazione si aggiudicò nel 1956 il prestigioso Premio San Genesio come miglior attrice dell'anno. Affrontò poi anche i classici shakespeariani come Re Lear.
Nel 1959 passò col nome in ditta nella Compagnia formata con Renzo Ricci, Eva Magni e Lina Volonghi e recitò in L'estro del poeta di Eugene O'Neill, Miles gloriosus di Plauto e Sette contro Tebe di Eschilo.
Dal 1962 formò un'altra compagnia insieme a Gianni Santuccio in spettacoli come Romanticismo di Gerolamo Rovetta e Incontro a Babele di Salvato Cappelli col quale si aggiudica il Premio IDI.
Unitasi in matrimonio con l'attore Giuliano Esperati, in seguito si dedicò all'insegnamento di recitazione, ma in palcoscenico la si notò ancora nel 1993, alla Shakesperiana di Taormina in Antonio e Cleopatra e nell'opera musicale Peer Gynt di Eduard Grieg messa in scena all'Accademia di Santa Cecilia, dove recitò come voce fuori campo nel ruolo della madre, quindi nel 1999 recita accanto ad attrici giovani come Mariangela D'Abbraccio e Simona Cavallari nella piéce Regine di Giacomo Carbone, diretta da Francesco Tavassi. Nel 2000 è nel cast de Il figlio di Pulcinella di Eduardo De Filippo diretto da Geppy Gleijeses, mentre nel 2001 recitò a Palermo I Vangeli per la regia di Alberto Di Stasio, con Margaret Mazzantini. In ultimo ricevette il Premio Flaiano alla carriera insieme a Ivo Chiesa e Sergio Fantoni (nella medesima edizione è stato premiato come attore Paolo Ferrari).
Bionda, volto delicato, occhi azzurri intensi, dotata di una dizione splendida, ha avuto qualche esperienza di doppiaggio; prestò la voce soprattutto a Janet Martin nella serie televisiva americana Hot Wheels.
Nei primi anni cinquanta lavorò nella prima Compagnia Stabile di Prosa Radiofonica. Sul piccolo schermo debuttò sin dal periodo sperimentale, nel 1952, con molte trasposizioni teatrali e originali sceneggiati. È stata fra l'altro fra gli interpreti del primo originale televisivo trasmesso in Rai nel 1954, Domenica d'un fidanzato, di Ugo Buzzolan, diretto da Mario Ferrero.
Sul grande schermo partecipò soltanto a due film negli anni settanta, di non grande rilievo, facendovi ritorno soltanto nel 1998 per una sola occasione, nella pellicola Il guerriero Camillo diretta da Claudio Bigagli. A Capodanno del 2004 subì un intervento chirurgico allo stomaco a cui seguirono gravi complicazioni, che la condussero infine alla morte il successivo 23 gennaio, a 81 anni, nella sua casa di Monterotondo. Ai suoi funerali sarà presente il suo primo e indimenticabile compagno di scena, Giorgio Albertazzi, che le dedicherà un commosso ricordo.

## Filmografia

### Cinema
- Gradiva, regia di Giorgio Albertazzi (1970)
- L'infermiera... di mio padre, regia di Mario Bianchi (1975)
- Il gatto dagli occhi di giada, regia di Antonio Bido (1977)
- Il guerriero Camillo, regia di Claudio Bigagli (1998)

### Televisione
- Così è (se vi pare), regia di Mario Landi, trasmessa il 15 gennaio 1954.
- Domenica d'un fidanzato, regia di Mario Ferrero, trasmessa il 26 gennaio 1954.
- Mi sono sposato, commedia di Guglielmo Zorzi, regia di Silverio Blasi, trasmessa il 13 giugno 1954.
- Delitto e castigo, regia di Franco Enriquez (1954)
- Snodo stradale, regia di Daniele D'Anza (1954)
- La nostra pelle di Sabatino Lopez, regia di Edmo Fenoglio, prosa televisiva, trasmessa il 28 ottobre 1960 sul Programma Nazionale.
- Oblomov, regia di Claudio Fino (1965)
- I promessi sposi, regia di Sandro Bolchi (1967)
- Anna dei miracoli, regia di Davide Montemurri, 15 dicembre 1968
- Jekyll miniserie TV, trasmessa dal 16 febbraio al 9 marzo 1969
- La vita di Leonardo da Vinci, regia di Renato Castellani (1971)
- L'amico delle donne, regia di Davide Montemurri (1975)
- Il ritorno di Casanova, regia di Pasquale Festa Campanile (1980)
- Bambole: scene di un delitto perfetto, regia di Alberto Negrin (1980)

## Prosa radiofonica Rai
- Esami di maturità, commedia di Ladislao Fodor, regia di Umberto Benedetto, trasmessa il 3 luglio 1948
- Chopin, radiodramma di Alberto Casella, regia dell'autore, trasmessa il 1º giugno 1951.
- Alibi, di A. Burke e L. Stewart, regia di Anton Giulio Majano, trasmessa il 12 ottobre 1951.
- La nemica, di Dario Niccodemi, regia di Guglielmo Morandi, trasmessa il 18 agosto 1952.
- Il Ciclope, di Euripide, regia di Guglielmo Morandi, trasmessa il 15 novembre 1952.
- Diario di un pazzo, di Gogol, regia di Anton Giulio Majano, trasmessa il 9 maggio 1953.
- Faust, di Wolfgang Goethe, regia di Corrado Pavolini, trasmessa il 14 ottobre 1953.
- Mani, radiodramma di Frane Adum, regia di Alessandro Brissoni, trasmesso il 5 febbraio 1960.

## Riconoscimenti
- Premio Flaiano sezione teatro[2]
  - 2002 – Alla carriera